# Hímera (riu)
El riu Hímera (en grec Ἱμέρας 'Himéras') és el nom de dos rius de Sicília, un que desembocava a la costa nord, a la mar Tirrena, i un altre a la costa sud.
Els antics pensaven, per una estranya confusió, que era un únic riu que naixia al mig de l'illa i corria en dues direccions partint l'illa en dues parts. Segons Vibi Seqüestre, el poeta Estesícor, que havia nascut a la ciutat d'Hímera, creia en aquesta hipòtesi però dels antics geògrafs només Pomponi Mela la fa seva.